# Epipsilia pseudolatens
Epipsilia pseudolatens är en fjärilsart som beskrevs av Leo Schwingenschuss 1935. Epipsilia pseudolatens ingår i släktet Epipsilia och familjen nattflyn. Inga underarter finns listade i Catalogue of Life.